# MTV Europe Music Awards
Ha az előző díjátadóról szeretnél többet tudni, lásd: 2022-es MTV Europe Music Awards
Ha a következő díjátadóról szeretnél többet tudni, lásd: 2023-as MTV Europe Music Awards
Az MTV Europe Music Awards (röviden EMA) 1994-ben az MTV Video Music Awards európai alternatívájaként jelent meg. A VMA-vel ellentétben a legtöbb díj a nézők szavazata alapján dől el.
Az EMA-t évről évre más helyszínről közvetítik. Az Egyesült Királyság hatszor, Németország ötször, Spanyolország négyszer, Olaszország és Hollandia háromszor, Dánia, Franciaország, Írország és Svédország pedig egyszer volt házigazdája az eseménynek. A 2020-as díjátadót a műsor tervezett idejében tomboló Covid19-pandémia miatt nagyközönség előtt nem rendezték meg. Eredetileg Budapesten rendezték volna, viszont egy Londonban található stúdióból sugározták a díjátadót. A következő évben ténylegesen Budapesten rendezték meg.
A díjátadót élőben az MTV Europe és az összes MTV csatorna – beleértve az online adást is – egyaránt közvetíti.

## A díjátadók
| Év   | Dátum        | Város      | Helyszín                                | Műsorvezető               |
| ---- | ------------ | ---------- | --------------------------------------- | ------------------------- |
| 1994 | november 24. | Berlin     | A Brandenburgi kapu közelében           | Tom Jones                 |
| 1995 | november 23. | Párizs     | Le Zénith                               | Jean-Paul Gaultier        |
| 1996 | november 14. | London     | Alexandra Palace                        | Robbie Williams           |
| 1997 | november 6.  | Rotterdam  | Rotterdam Ahoy                          | Ronan Keating             |
| 1998 | november 12. | Milánó     | Fila Forum                              | Jenny McCarthy            |
| 1999 | november 11. | Dublin     | Point Depot                             | Ronan Keating             |
| 2000 | november 16. | Stockholm  | Ericsson Globe                          | Wyclef Jean               |
| 2001 | november 8.  | Frankfurt  | Festhalle Frankfurt                     | Ali G                     |
| 2002 | november 14. | Barcelona  | Palau Sant Jordi                        | Sean Combs                |
| 2003 | november 6.  | Edinburgh  | Ocean Terminal                          | Christina Aguilera        |
| 2004 | november 18. | Róma       | Tor di Valle                            | Xzibit                    |
| 2005 | november 3.  | Lisszabon  | Pavilhão Atlântico                      | Borat                     |
| 2006 | november 2.  | Koppenhága | Bella Center                            | Justin Timberlake         |
| 2007 | november 1.  | München    | Olympiahalle                            | Snoop Dogg                |
| 2008 | november 6.  | Liverpool  | Echo Arena                              | Katy Perry                |
| 2009 | november 5.  | Berlin     | O2 World                                | Katy Perry                |
| 2010 | november 7.  | Madrid     | Caja Mágica                             | Eva Longoria              |
| 2011 | november 6.  | Belfast    | Odyssey Arena                           | Selena Gomez              |
| 2012 | november 11. | Frankfurt  | Festhalle Frankfurt                     | Heidi Klum                |
| 2013 | november 10. | Amszterdam | Ziggo Dome                              | Redfoo                    |
| 2014 | november 9.  | Glasgow    | The SSE Hydro                           | Nicki Minaj               |
| 2015 | október 25.  | Milánó     | Mediolanum Forum                        | Ed Sheeran és Ruby Rose   |
| 2016 | november 6.  | Rotterdam  | Rotterdam Ahoy                          | Bebe Rexha                |
| 2017 | november 12. | London     | Wembley Aréna                           | Rita Ora                  |
| 2018 | november 4.  | Bilbao     | Bizkaia Arena                           | Hailee Steinfeld          |
| 2019 | november 3.  | Sevilla    | FIBES Konferencia- és Kiállítás Centrum | Becky G                   |
| 2020 | november 8.  | London     | Breakfast Television Centre             | Little Mix                |
| 2021 | november 14. | Budapest   | Papp László Budapest Sportaréna         | Saweetie                  |
| 2022 | november 13. | Düsseldorf | PSD Bank Dome                           | Rita Ora és Taika Waititi |
| 2023 | november 5.  | Párizs     | Parc des Expositions de Villepinte      | nem volt                  |
| 2024 | november 10. | Manchester | Co-op Live                              | Rita Ora                  |

## Díjkategóriák
| - Legjobb dal - Legjobb videó - Legjobb női előadó - Legjobb férfi előadó - Legjobb együttes - Legjobb új előadó - Legjobb Rock - Legjobb Alternatív - Legjobb Urban - Legjobb élő előadás - Legjobb feltörekvő előadó - Legjobb színpadi fellépés - Legjobb európai előadó | - Legjobb angol és ír előadó - Legjobb német előadó - Legjobb dán előadó - Legjobb finn előadó - Legjobb norvég előadó - Legjobb svéd előadó - Legjobb olasz előadó - Legjobb holland és belga előadó - Legjobb francia előadó - Legjobb lengyel előadó - Legjobb spanyol előadó - Legjobb orosz előadó - Legjobb román előadó - Legjobb portugál előadó - Legjobb adriai előadó - Legjobb balti előadó - Legjobb arab előadó - Legjobb magyar előadó - Legjobb török előadó - Legjobb ukrán előadó - Legjobb görög előadó - Legjobb izraeli előadó - Legjobb svájci előadó | - Legjobb pop - Legjobb dance - Legjobb hiphop - Legjobb R&B - Legjobb Hard Rock - Legjobb album - Legjobb weboldal - Legjobb feldolgozás - Legjobb afrikai dal - Legjobb fellépés |

## Nyertesek

### 1994

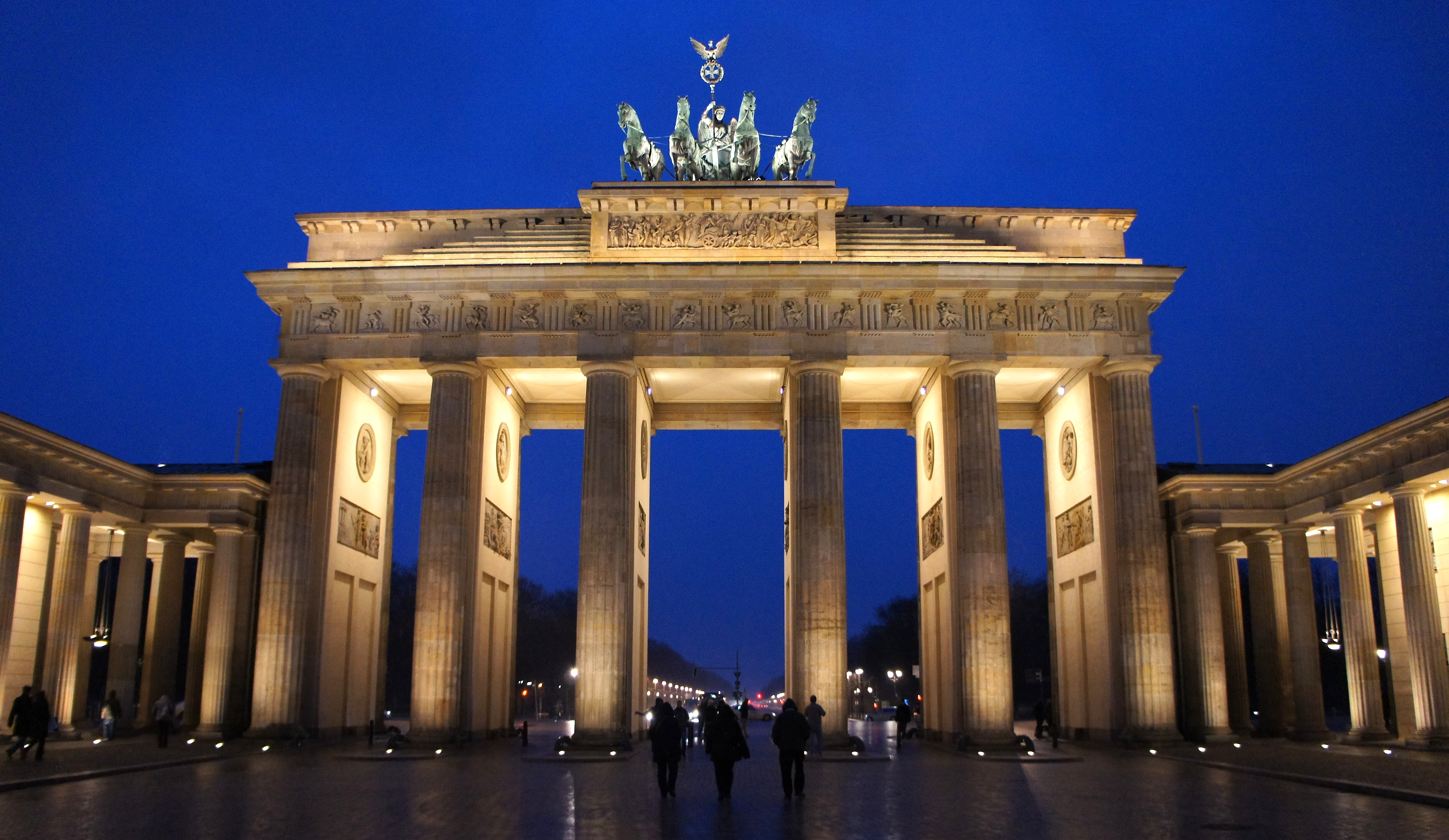
A díjátadó helyszíne: a Brandenburgi kapu

- Legjobb dal: Youssou N’Dour és Neneh Cherry – "7 Seconds"
- Legjobb videó: Whale – "Hobo Humpin' Slobo Babe"
- Legjobb női előadó: Mariah Carey
- Legjobb férfi előadó: Bryan Adams
- Legjobb együttes: Take That
- Legjobb új előadó: Crash Test Dummies
- Legjobb dance: The Prodigy
- Legjobb rock: Aerosmith
- Legjobb feldolgozás: Gun – "Word Up!"
- "Free Your Mind"-díj: Amnesty International

### 1995
- Legjobb dal: The Cranberries – "Zombie"
- Legjobb video: Massive Attack – "Protection"
- Legjobb női előadó: Björk
- Legjobb férfi előadó: Michael Jackson
- Legjobb együttes: U2
- Legjobb új előadót: Dog Eat Dog
- Legjobb dance: East 17
- Legjobb rock: Bon Jovi
- Legjobb élő előadás: Take That
- "Free Your Mind"-díj: Greenpeace

### 1996
- Legjobb dal: Oasis – "Wonderwall"

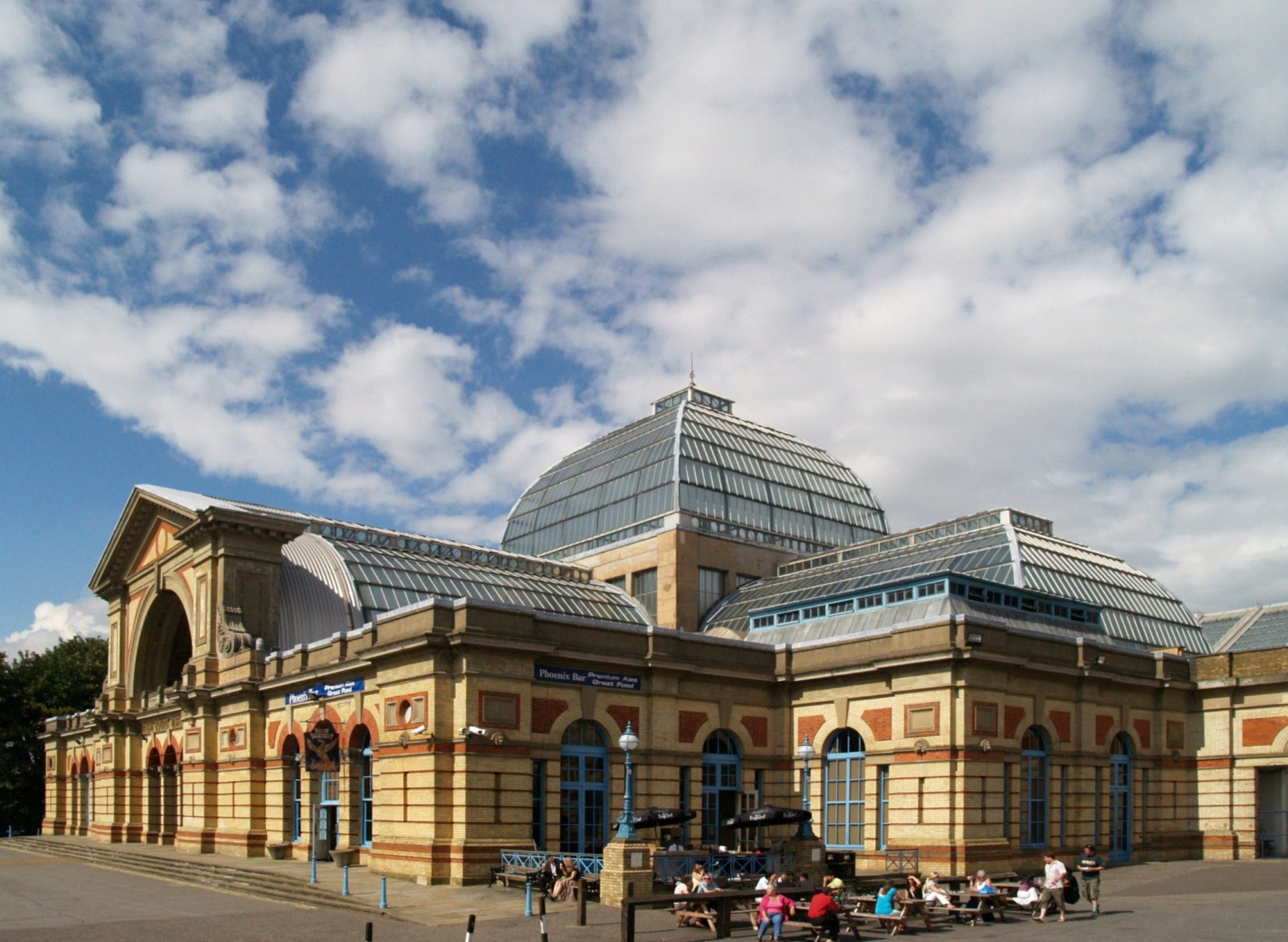
A díjátadó helyszíne: az Alexandra Palace

- Legjobb női előadó: Alanis Morissette
- Legjobb férfi előadó: George Michael
- Legjobb együttes: Oasis
- Legjobb új előadó Garbage
- Legjobb dance: The Prodigy
- Legjobb rock: The Smashing Pumpkins
- MTV Amour-díj: The Fugees
- MTV Select-díj: Backstreet Boys – "Get Down (You're the One for Me)"
- "Free Your Mind"-díj: The Buddies and Carers of Europe

### 1997
- Legjobb dal: Hanson – "MMMBop"

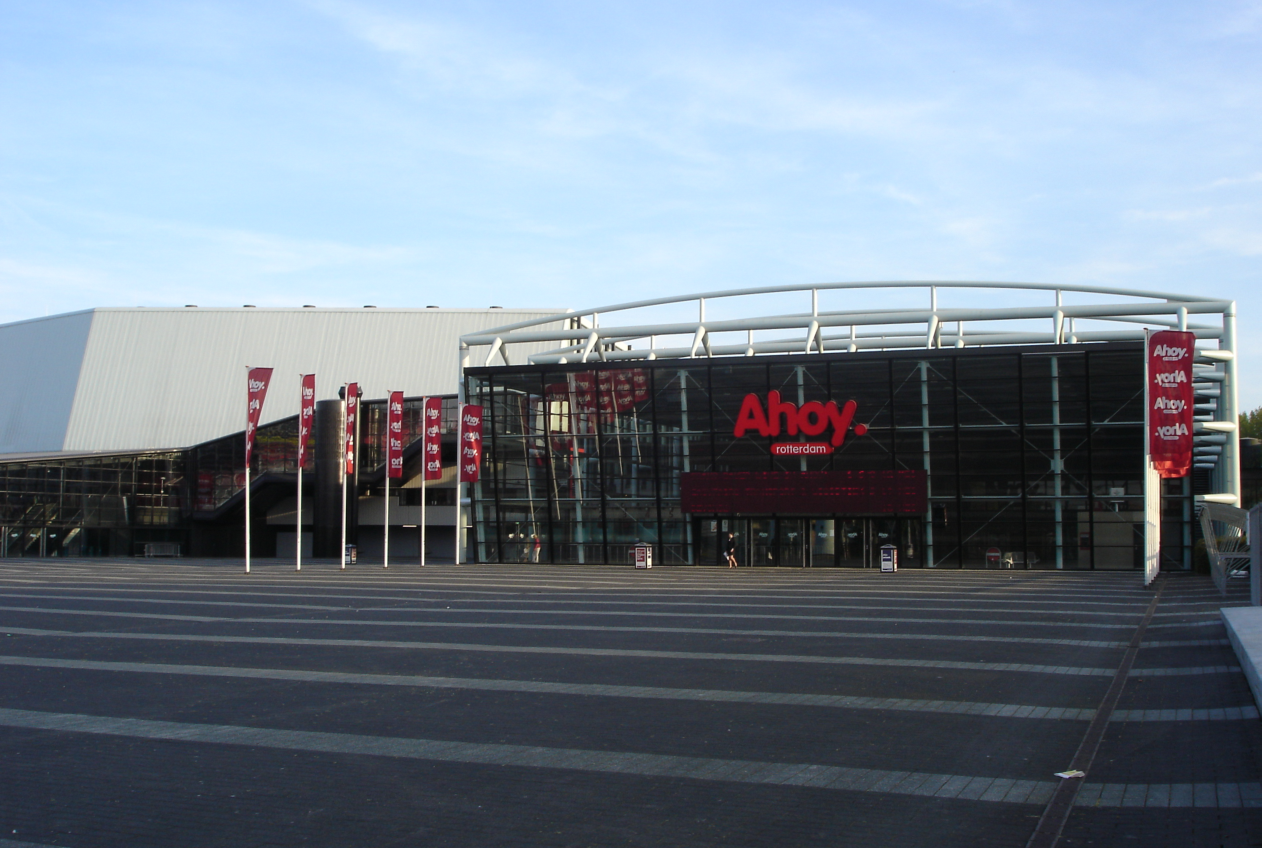
A díjátadó helyszíne: az Ahoy Rotterdam

- Legjobb videó: The Prodigy – "Breathe"
- Legjobb női előadó: Janet Jackson
- Legjobb férfi előadó: Jon Bon Jovi
- Legjobb együttes: Spice Girls
- Legjobb új előadó: Hanson
- Legjobb dance: The Prodigy
- Legjobb rock: Oasis
- Legjobb alternatív: The Prodigy
- Legjobb R&B: Blackstreet
- Legjobb hiphop: Will Smith
- Legjobb élő előadás: U2
- MTV Select-díj: Backstreet Boys – "As Long as You Love Me"
- "Free Your Mind"-díj: Landmine Survivors Network

### 1998
- Legjobb dal: Natalie Imbruglia – "Torn"
- Legjobb videó: Massive Attack – "Teardrop"
- Legjobb album: Madonna – Ray of Light
- Legjobb női előadó: Madonna
- Legjobb férfi előadó: Robbie Williams
- Legjobb együttes: Spice Girls
- Legjobb új előadó: All Saints
- Legjobb pop: Spice Girls
- Legjobb dance: The Prodigy
- Legjobb rock: Aerosmith
- Legjobb hiphop: Beastie Boys
- "Free Your Mind"-díj: B92

### 1999
- Legjobb dal: Britney Spears – "...Baby One More Time"
- Legjobb videó: Blur – "Coffee & TV"
- Legjobb album: Boyzone – By Request
- Legjobb női előadó: Britney Spears
- Legjobb férfi előadó: Will Smith
- Legjobb együttes: Backstreet Boys
- Legjobb új előadó: Britney Spears
- Legjobb pop: Britney Spears
- Legjobb dance: Fatboy Slim
- Legjobb rock: The Offspring
- Legjobb R&B: Whitney Houston
- Legjobb hiphop: Eminem
- "Free Your Mind"-díj: Bono

### 2000

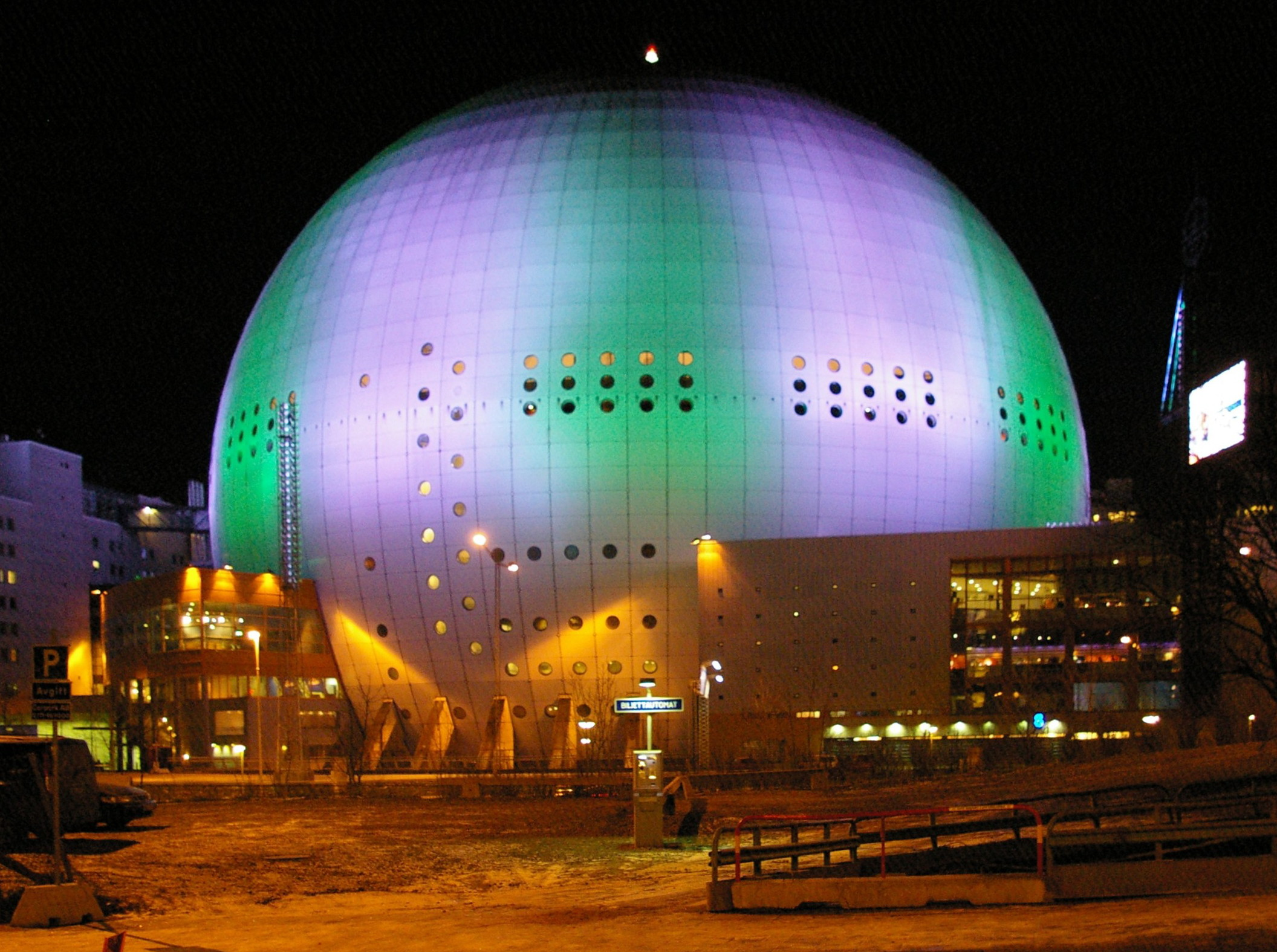
A díjátadó helyszíne: az Ericsson Globe

- Legjobb dal: Robbie Williams – "Rock DJ"
- Legjobb videó: Moby – "Natural Blues"
- Legjobb album: Eminem – The Marshall Mathers LP
- Legjobb női előadó: Madonna
- Legjobb férfi előadó: Ricky Martin
- Legjobb együttes: Backstreet Boys
- Legjobb új előadó: Blink-182
- Legjobb pop: All Saints
- Legjobb dance: Madonna
- Legjobb rock: Red Hot Chili Peppers
- Legjobb R&B: Jennifer Lopez
- Legjobb hiphop: Eminem
- "Free Your Mind"-díj: Otpor

### 2001

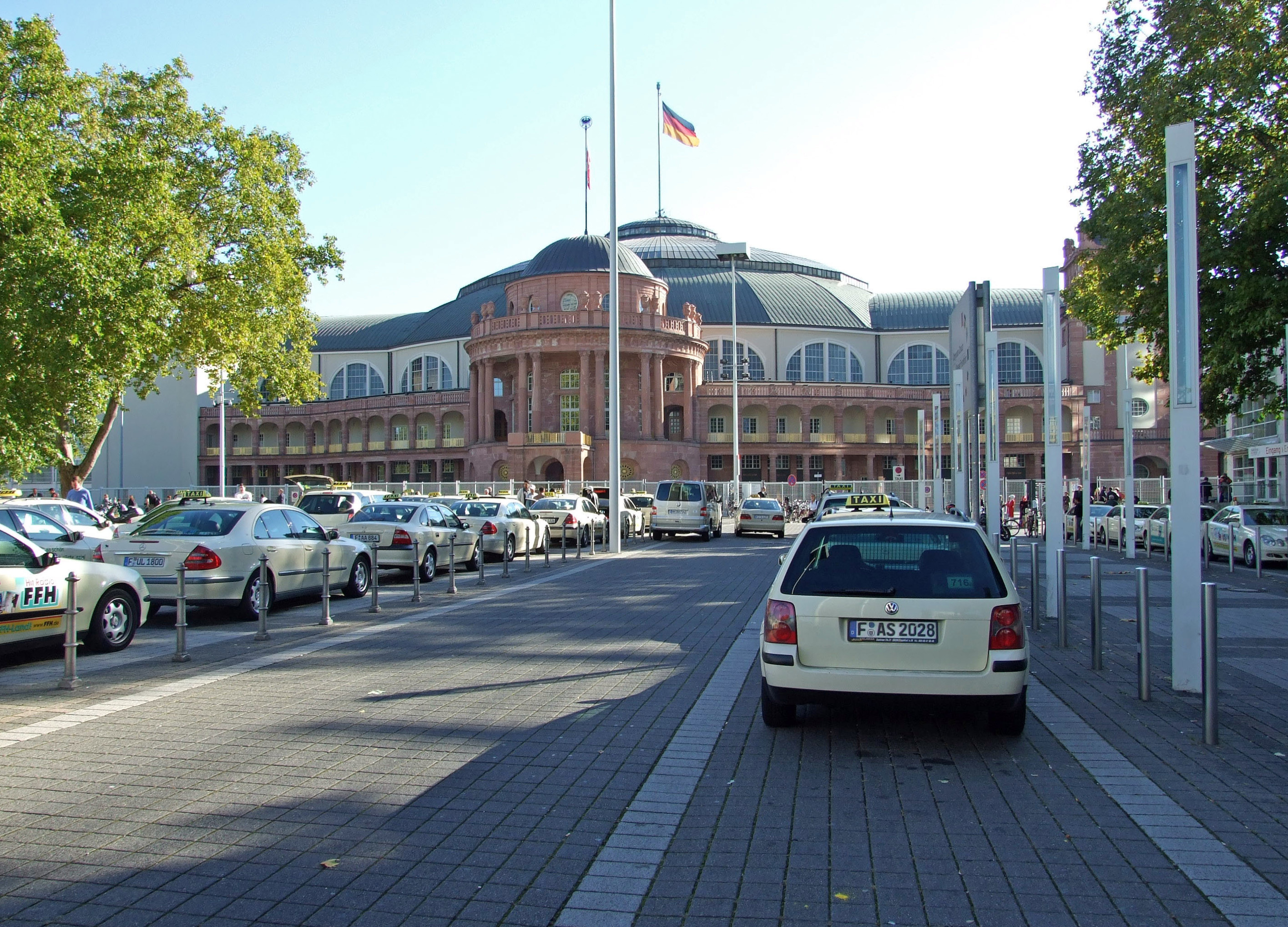
A díjátadó helyszíne: a Festhalle Frankfurt

- Legjobb dal: Gorillaz – "Clint Eastwood"
- Legjobb videó: The Avalanches – "Since I Left You"
- Legjobb album: Limp Bizkit – Chocolate Starfish and the Hot Dog Flavored Water
- Legjobb női előadó: Jennifer Lopez
- Legjobb férfi előadó: Robbie Williams
- Legjobb együttes: Limp Bizkit
- Legjobb új előadó: Dido
- Legjobb pop: Anastacia
- Legjobb dance: Gorillaz
- Legjobb rock: Blink-182
- Legjobb R&B: Craig David
- Legjobb hiphop: Eminem
- Legjobb weboldal: Limp Bizkit "www.limpbizkit.com"
- "Free Your Mind"-díj: Treatment Action Campaign (TAC)

### 2002

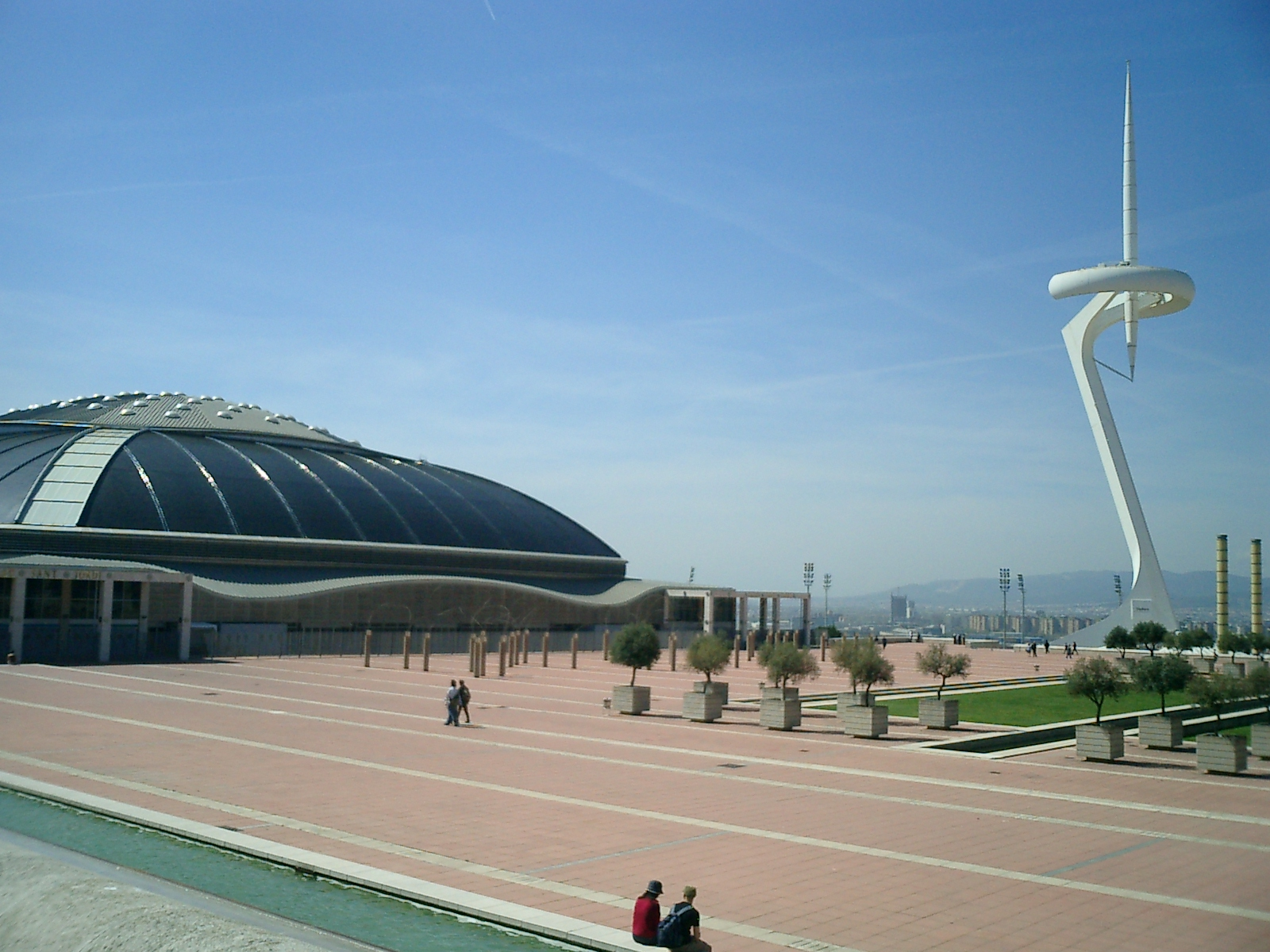
A díjátadó helyszíne: a Palau Sant Jordi

- Legjobb dal: Pink – "Get the Party Started"
- Legjobb videó: Röyksopp – "Remind Me"
- Legjobb album: Eminem – The Eminem Show
- Legjobb női előadó: Jennifer Lopez
- Legjobb férfi előadó: Eminem
- Legjobb együttes: Linkin Park
- Legjobb új előadó: The Calling
- Legjobb pop: Kylie Minogue
- Legjobb dance: Kylie Minogue
- Legjobb rock: Red Hot Chili Peppers
- Legjobb Hard Rock: Linkin Park
- Legjobb R&B: Alicia Keys
- Legjobb hiphop: Eminem
- Legjobb élő előadás: Red Hot Chili Peppers
- Legjobb weboldal: Moby "www.moby.com"
- "Free Your Mind"-díj: Football Against Racism in Europe (FARE)

### 2003

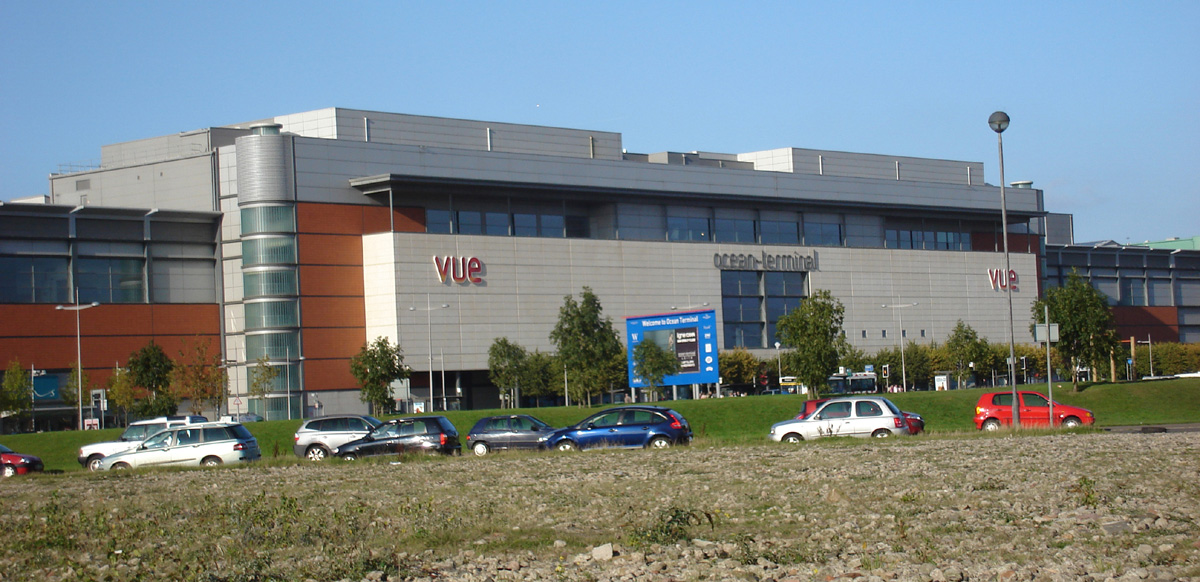
A díjátadó helyszíne: az Ocean Terminal

- Legjobb dal: Beyoncé (közreműködik Jay-Z) – "Crazy in Love"
- Legjobb videó: Sigur Rós – "Untitled#1"
- Legjobb album: Justin Timberlake – Justified
- Legjobb női előadó: Christina Aguilera
- Legjobb férfi előadó: Justin Timberlake
- Legjobb együttes: Coldplay
- Legjobb új előadó: Sean Paul
- Legjobb pop: Justin Timberlake
- Legjobb dance: Panjabi MC
- Legjobb rock: The White Stripes
- Legjobb R&B: Beyoncé
- Legjobb hiphop: Eminem
- Legjobb weboldal: Goldfrapp "www.goldfrapp.co.uk"
- "Free Your Mind"-díj: Aun Szan Szu Kji

### 2004
- Legjobb dal: Outkast – "Hey Ya!"

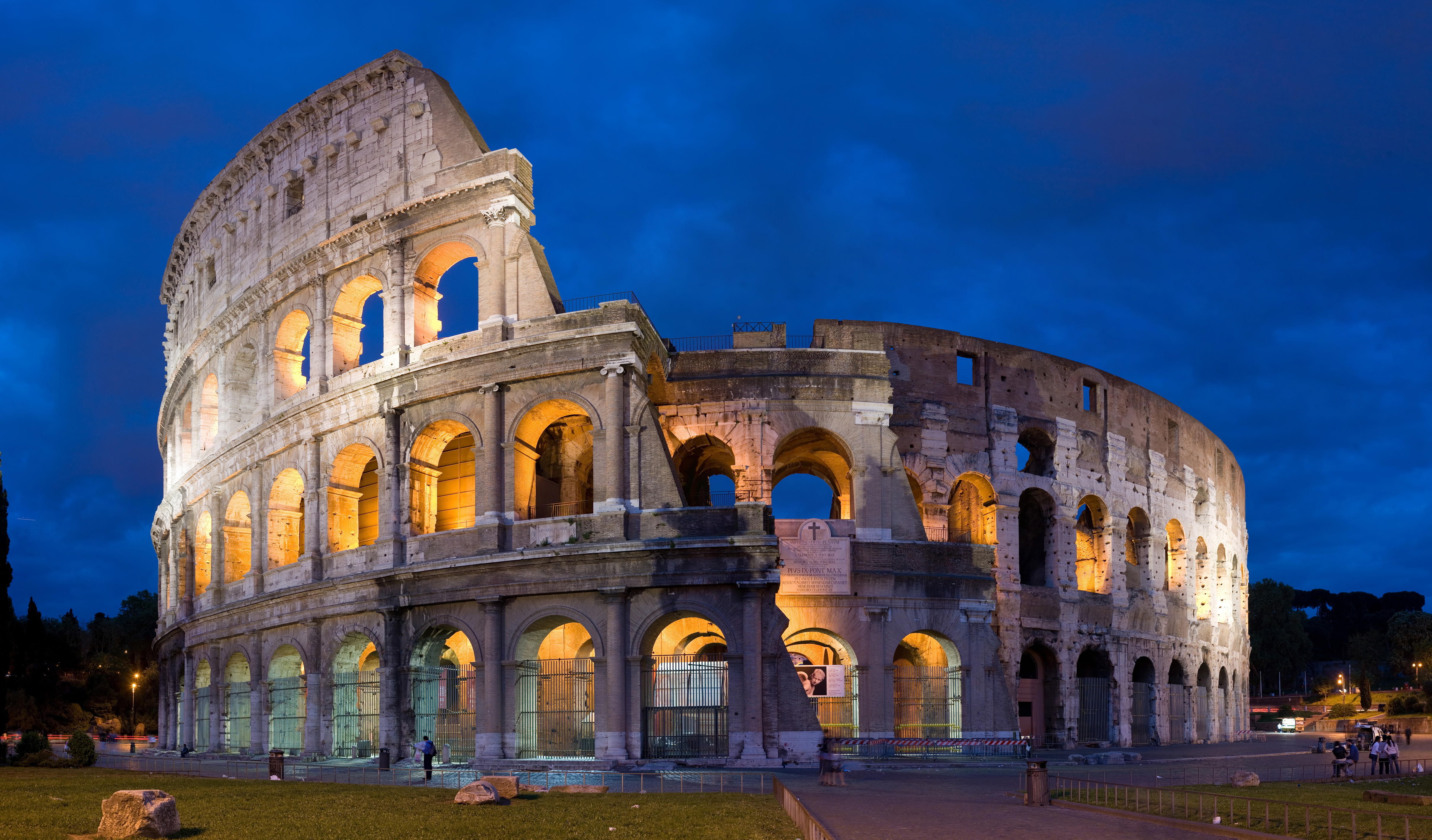
A díjátadó helyszíne: a Tor di Valle és a Colosseum mellett

- Legjobb videó: Outkast – "Hey Ya!"
- Legjobb album: Usher – Confessions
- Legjobb női előadó: Britney Spears
- Legjobb férfi előadó: Usher
- Legjobb együttes: Outkast
- Legjobb új előadó: Maroon 5
- Legjobb pop: The Black Eyed Peas
- Legjobb rock: Linkin Park
- Legjobb alternatív: Muse
- Legjobb R&B: Alicia Keys
- Legjobb hiphop: D12
- "Free Your Mind"-díj: La Strada

### 2005

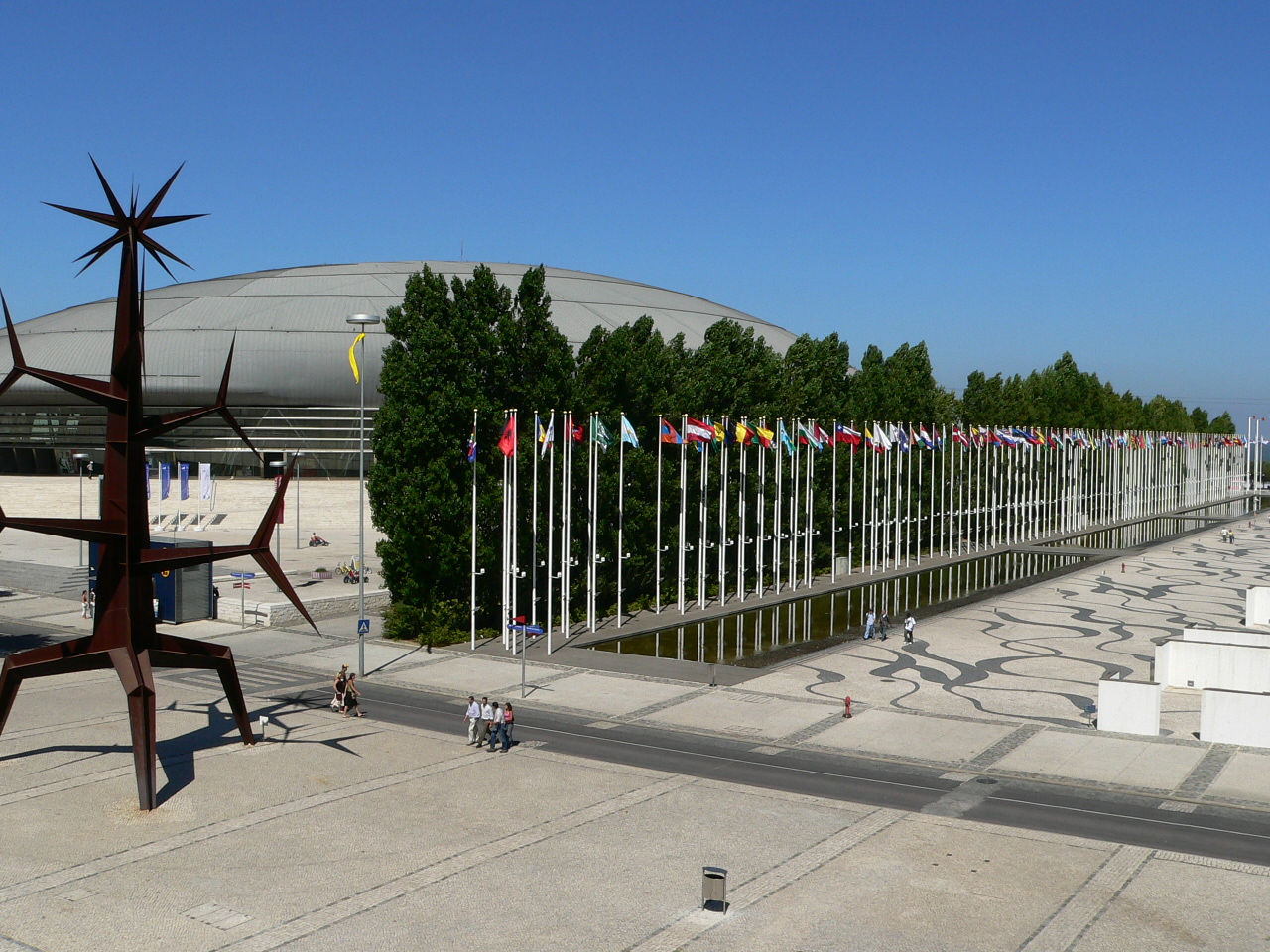
A díjátadó helyszíne: a Pavilhão Atlântico

- Legjobb dal: Coldplay – "Speed of Sound"
- Legjobb videó: The Chemical Brothers – "Believe"
- Legjobb album: Green Day – American Idiot
- Legjobb női előadó: Shakira
- Legjobb férfi előadó: Robbie Williams
- Legjobb együttes: Gorillaz
- Legjobb új előadó: James Blunt
- Legjobb pop: Black Eyed Peas
- Legjobb rock: Green Day
- Legjobb alternatív: System of a Down
- Legjobb R&B: Alicia Keys
- Legjobb hiphop: Snoop Dogg
- "Free Your Mind"-díj: Bob Geldof

### 2006

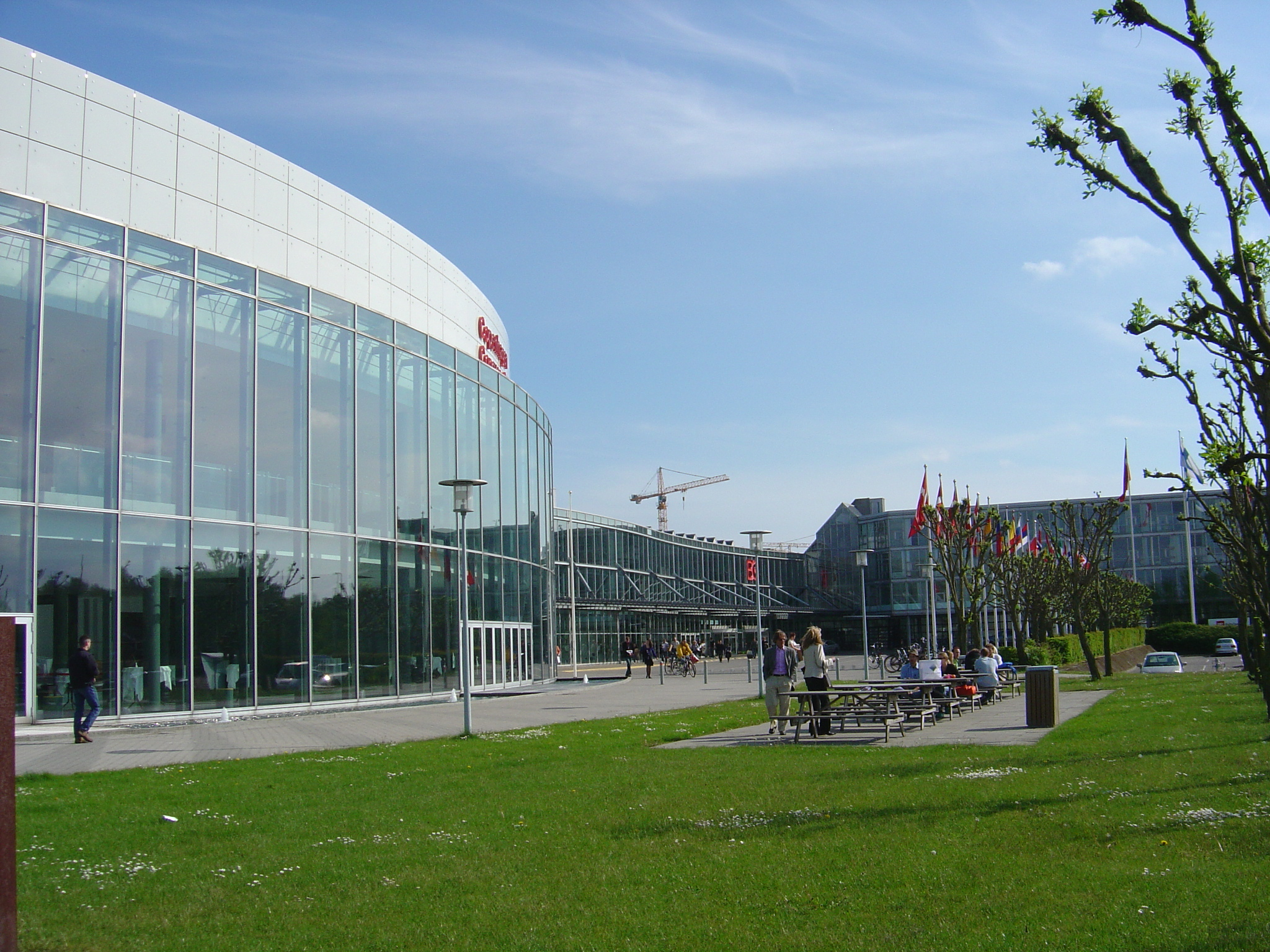
A díjátadó helyszíne: a Bella Center

- Legjobb dal: Gnarls Barkley – "Crazy"
- Legjobb videó: Justice vs. Simian – "We Are Your Friends"
- Legjobb album: Red Hot Chili Peppers – Stadium Arcadium
- Legjobb női előadó: Christina Aguilera
- Legjobb férfi előadó: Justin Timberlake
- Legjobb együttes: Depeche Mode
- Future Sounds-díj: Gnarls Barkley
- Legjobb pop: Justin Timberlake
- Legjobb rock: The Killers
- Legjobb alternatív: Muse
- Legjobb R&B: Rihanna
- Legjobb hiphop: Kanye West

### 2007

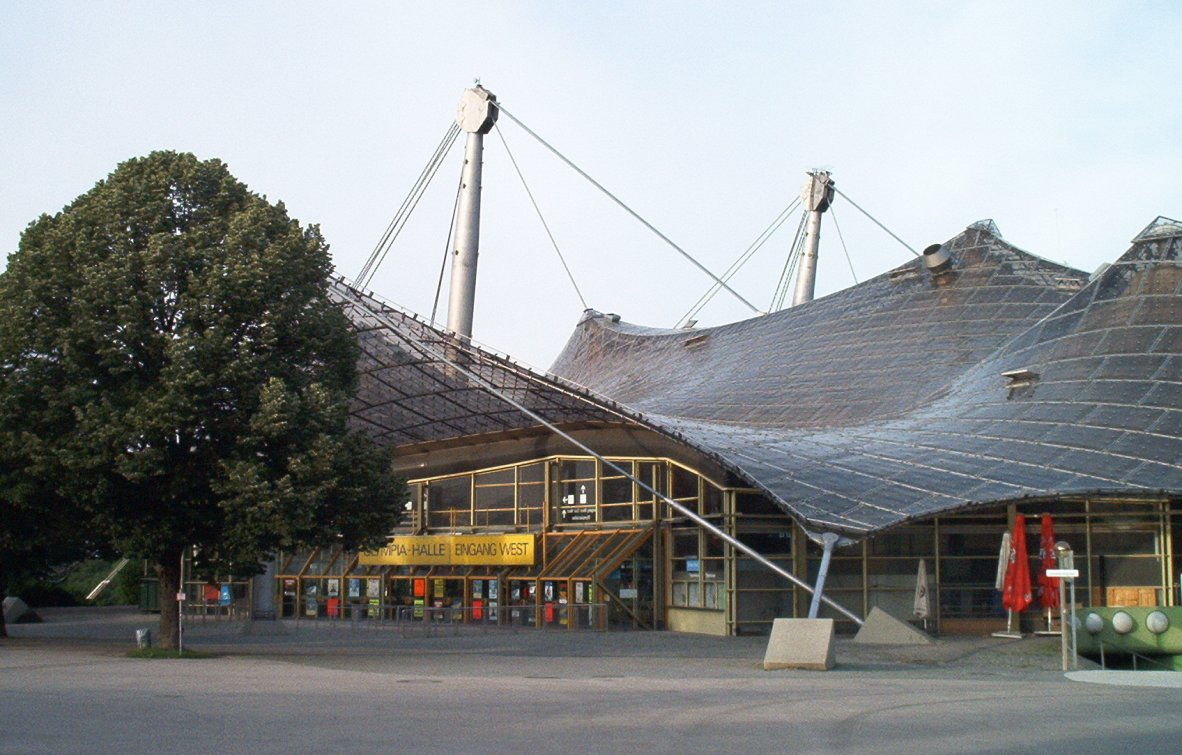
A díjátadó helyszíne: az Olympiahalle

- Legjobb dal: Avril Lavigne – "Girlfriend"
- Legjobb videó: Justice – "D.A.N.C.E"
- Legjobb album: Nelly Furtado – Loose
- Legjobb szóló előadó: Avril Lavigne
- Legjobb együttes: Linkin Park
- Európa új hangja: Bedwetters
- Legjobb rock: Thirty Seconds to Mars
- Legjobb Urban: Rihanna
- Best Headliner-díj: Muse
- Legjobb nemzetközi előadó: Tokio Hotel
- Előadók díjazottja: Amy Winehouse
- "Free Your Mind"-díj: Anton Abele

### 2008

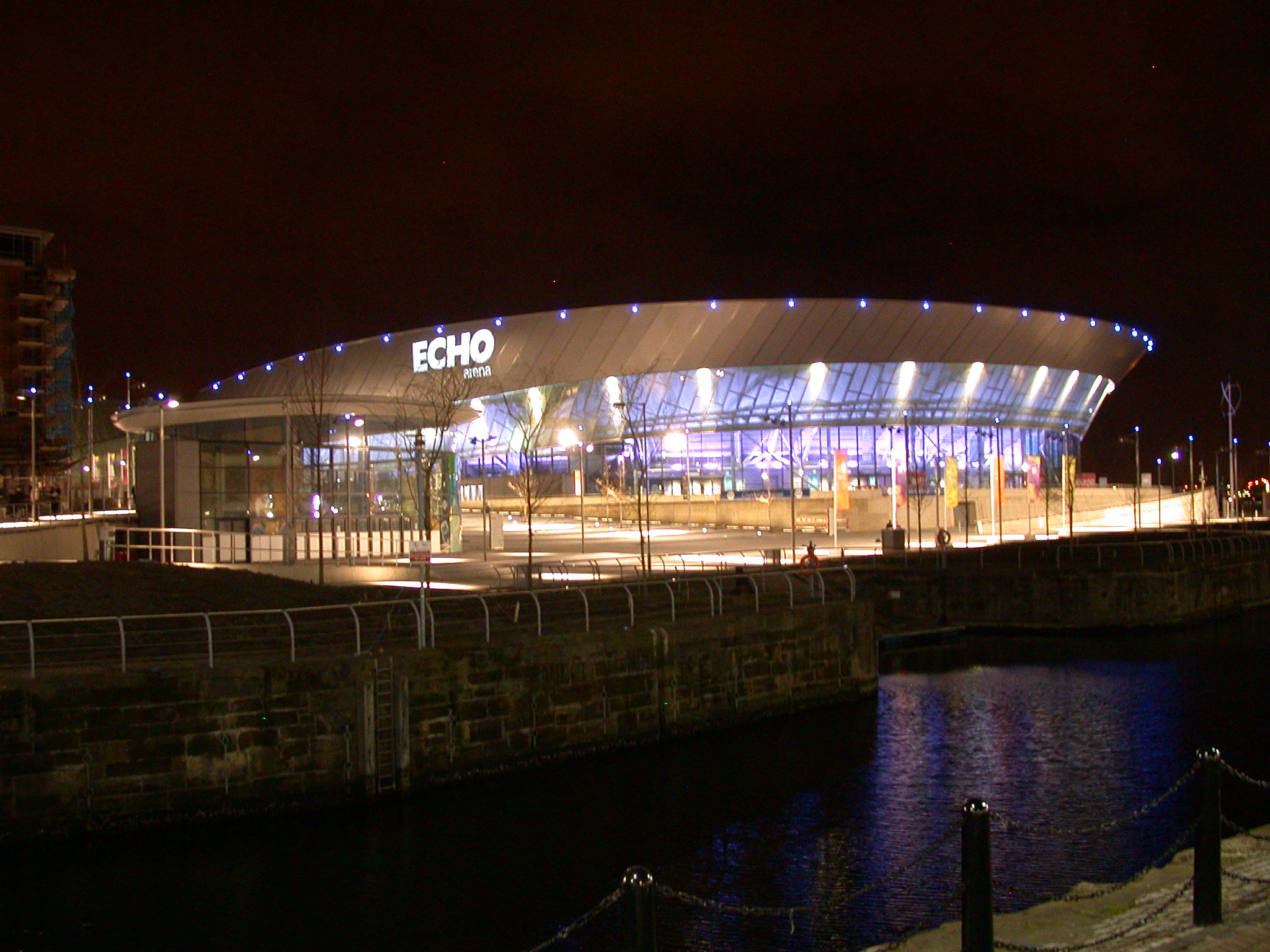
A díjátadó helyszíne: az Echo Arena

- Legjobb előadó 2008-ban: Britney Spears
- Legjobb dal: Pink – "So What"
- Legjobb videó: Thirty Seconds to Mars – "Beautiful Lie"
- Legjobb album: Britney Spears – Blackout
- Legjobb új előadó: Katy Perry
- Legjobb rock: Thirty Seconds to Mars
- Legjobb Urban: Kanye West
- Best Headliner-díj: Tokio Hotel
- Legjobb európai előadó: Emre Aydın
- Legjobb valaha volt előadó: Rick Astley
- Előadók díjazottja: Lil Wayne
- Örök legenda: Sir Paul McCartney

### 2009
- Legjobb dal: Beyoncé – "Halo"

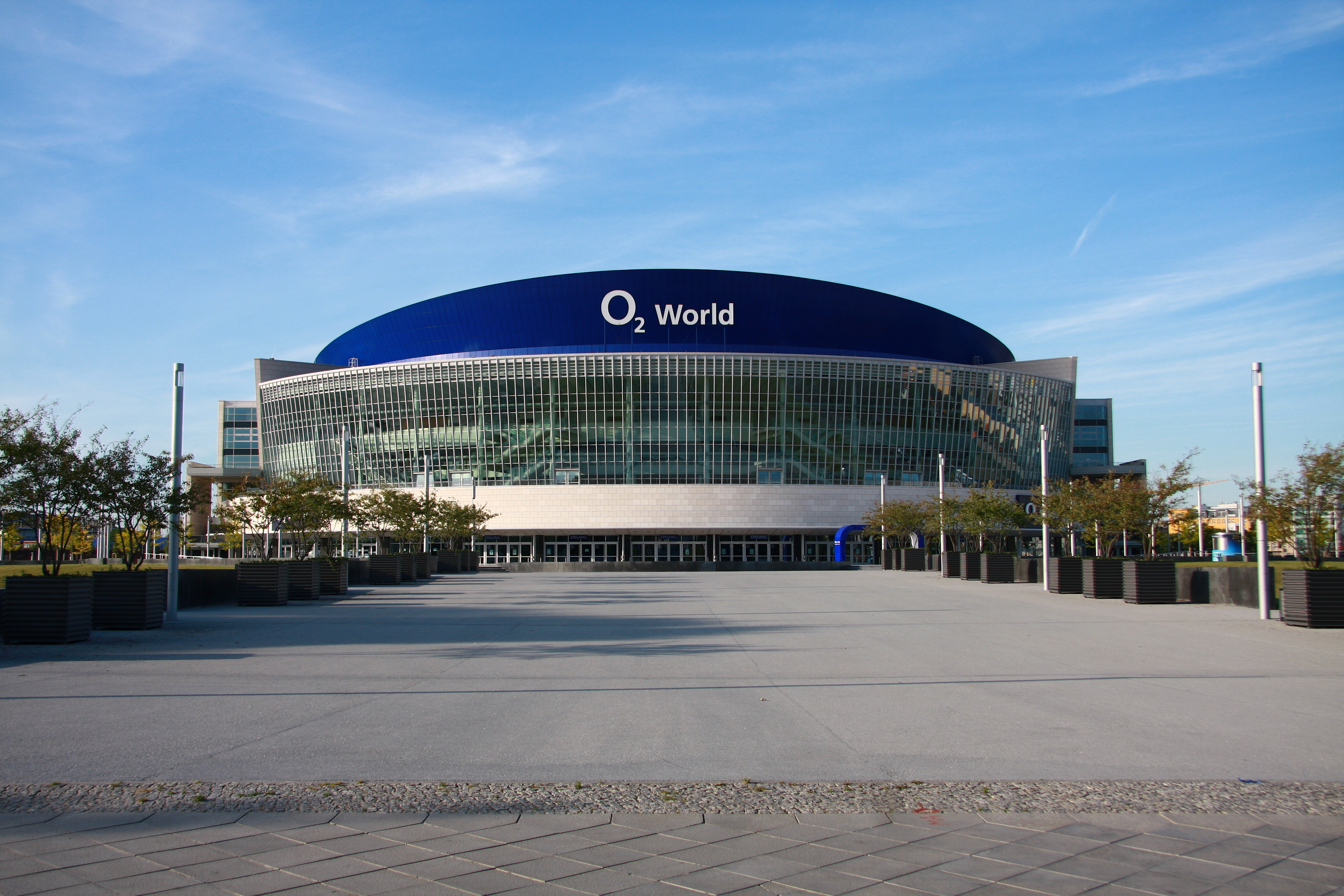
A díjátadó helyszíne: az O₂ World

- Legjobb videó: Beyoncé – "Single Ladies (Put a Ring on It)"
- Legjobb női előadó: Beyoncé
- Legjobb férfi előadó: Eminem
- Legjobb együttes: Tokio Hotel
- Legjobb új előadó: Lady Gaga
- Legjobb rock: Green Day
- Legjobb alternatív: Placebo
- Legjobb Urban: Jay-Z
- Legjobb élő előadás: U2
- Legjobb feltörekvő előadó: Pixie Lott
- Legjobb színpadi előadás: Linkin Park
- Legjobb európai előadó: maNga

### 2010

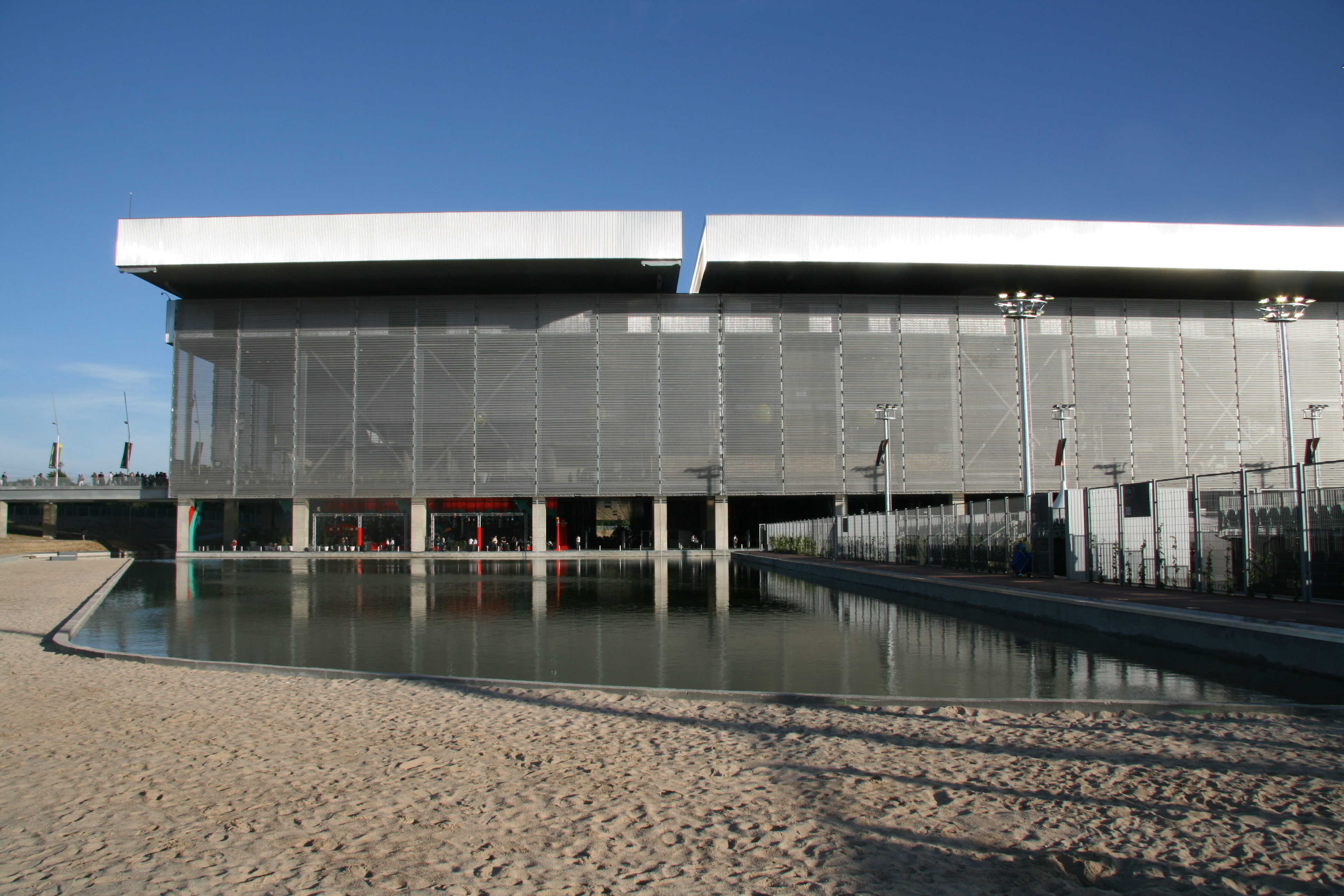
A díjátadó helyszíne: a Caja Mágica

- Legjobb dal: Lady Gaga – "Bad Romance"
- Legjobb videó: Katy Perry – "California Gurls"
- Legjobb női előadó: Lady Gaga
- Legjobb férfi előadó: Justin Bieber
- Legjobb együttes:
- Legjobb új előadó: Ke$ha
- Legjobb rock: Thirty Seconds to Mars
- Legjobb alternatív: Paramore
- Legjobb Urban:
- Legjobb élő előadás: Linkin Park
- Legjobb feltörekvő előadó: Justin Bieber
- Legjobb színpadi előadás: Tokio Hotel
- Legjobb európai előadó: Marco Mengoni
- Legjobb pop: Lady Gaga
- Legjobb hiphop: Eminem

### 2011

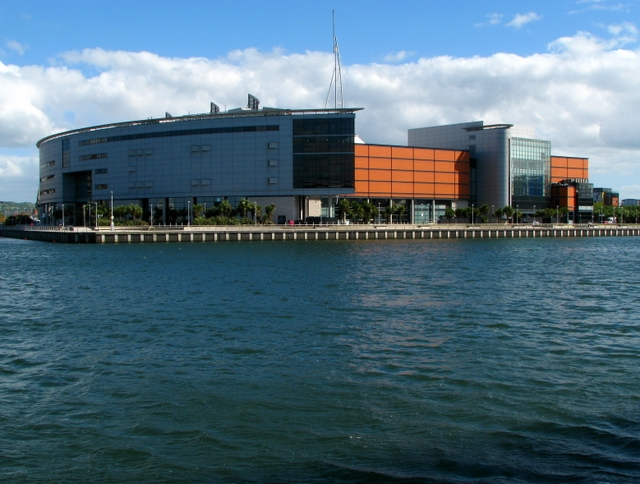
A díjátadó helyszíne: az Odyssey Aréna

- Legjobb dal: Lady Gaga – "Born This Way"
- Legjobb videó: Lady Gaga – "Born This Way"
- Legjobb női előadó: Lady Gaga
- Legjobb férfi előadó: Justin Bieber
- Legjobb új előadó: Bruno Mars
- Legjobb pop: Justin Bieber
- Legjobb rock: Linkin Park
- Legjobb alternatív: Thirty Seconds to Mars
- Legjobb hiphop: Eminem
- Legjobb élő előadás: Katy Perry
- Legjobb színpadi előadás: Thirty Seconds to Mars
- Legjobb push előadás: Bruno Mars
- Legnagyobb rajongótábor: Lady Gaga
- Legjobb wordwide előadás: Big Bang
- Globális ikon: Queen
- Legjobb magyar előadó: Compact Disco

### 2012

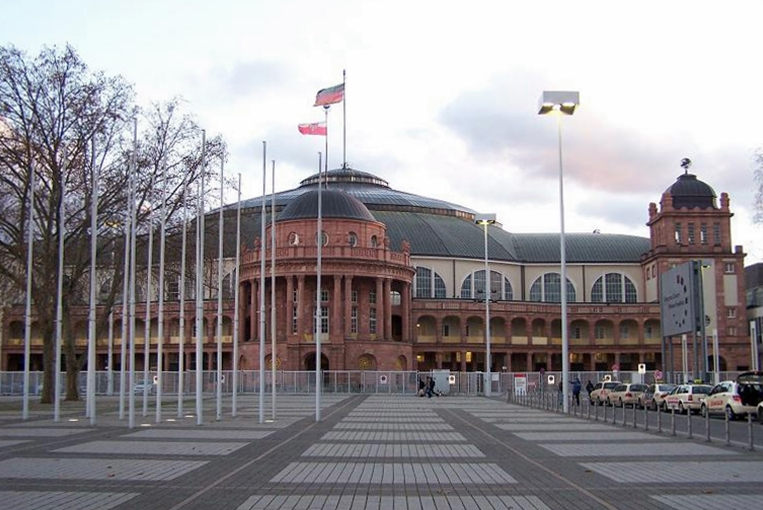
A díjátadó helyszíne: a Festhalle Frankfurt

- Legjobb dal: Carly Rae Jepsen – "Call Me Maybe"
- Legjobb videó: PSY – "Gangnam Style"
- Legjobb női előadó: Taylor Swift
- Legjobb férfi előadó: Justin Bieber
- Legjobb új előadó: One Direction
- Legjobb pop: Justin Bieber
- Legjobb rock: Linkin Park
- Legjobb alternatív: Lana Del Rey
- Legjobb elektronikus: David Guetta
- Legjobb hiphop: Nicki Minaj
- Legjobb élő előadás: Taylor Swift
- Legjobb színpadi előadás: Justin Bieber
- Legjobb push előadás: Carly Rae Jepsen
- Legnagyobb rajongótábor: One Direction
- Legjobb imidzs: Taylor Swift
- Legjobb wordwide előadás: Han Geng
- Globális ikon: Whitney Houston
- Legjobb magyar előadó: 30Y

### 2013

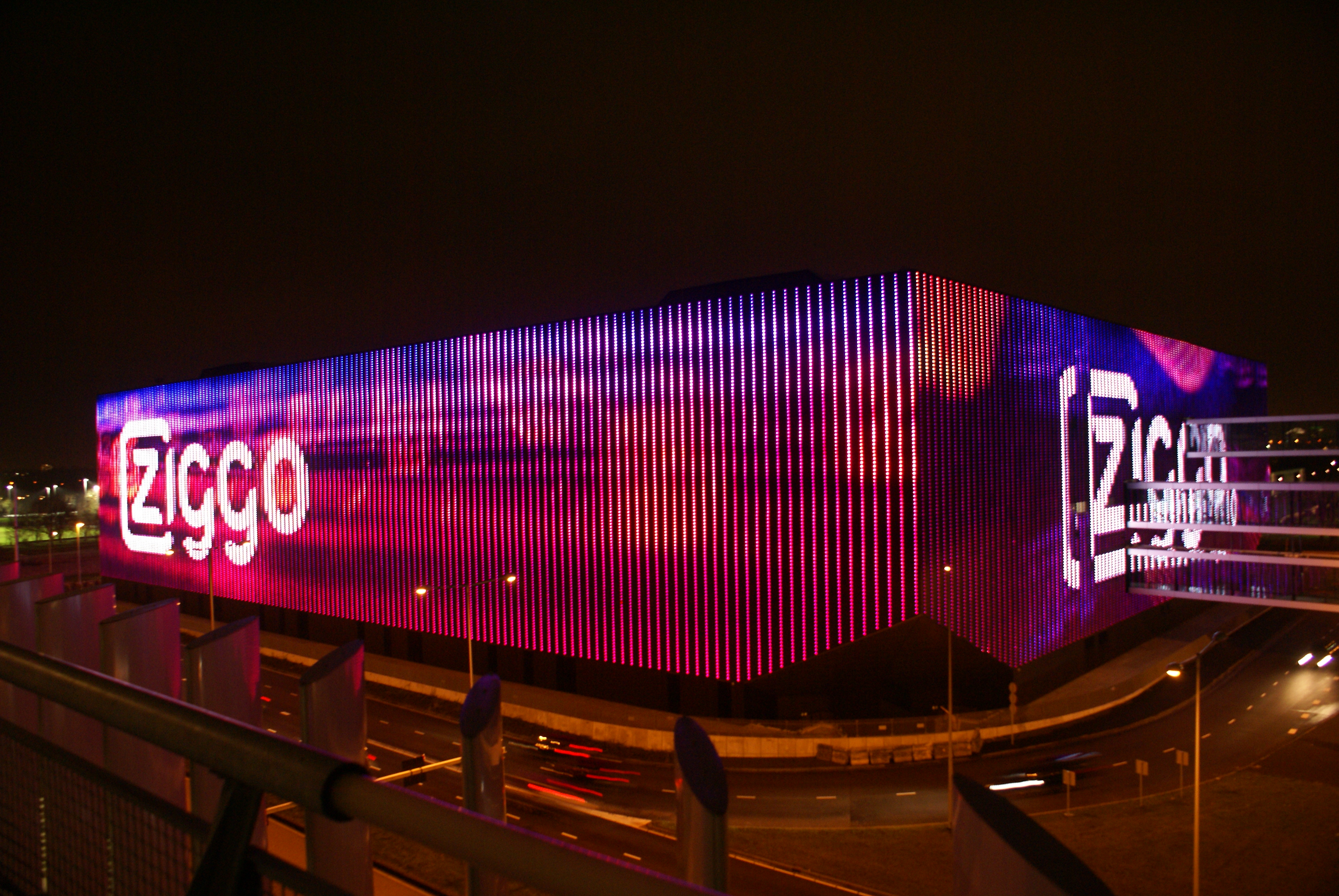
A díjátadó helyszíne: a Ziggo Dome

- Legjobb dal: Bruno Mars – Locked Out of Heaven
- Legjobb videó: Miley Cyrus – Wrecking Ball
- Legjobb pop előadó: One Direction
- Legjobb női előadó: Katy Perry
- Legjobb férfi előadó: Justin Bieber
- Legjobb új előadó: Macklemore & Ryan Lewis
- Legjobb rock: Green Day
- Legjobb alternatív: Thirty Seconds to Mars
- Legjobb elektronikus: Avicii
- Legjobb hiphop: Eminem
- Legjobb élő előadás: Beyoncé
- Legjobb színpadi előadás: Linkin Park
- Legjobb push előadás: Austin Mahone
- Legnagyobb rajongótábor: Tokio Hotel
- Legjobb imidzs: Harry Styles
- Globális ikon: Eminem
- Legjobb magyar előadó: Ivan and the Parazol

### 2014

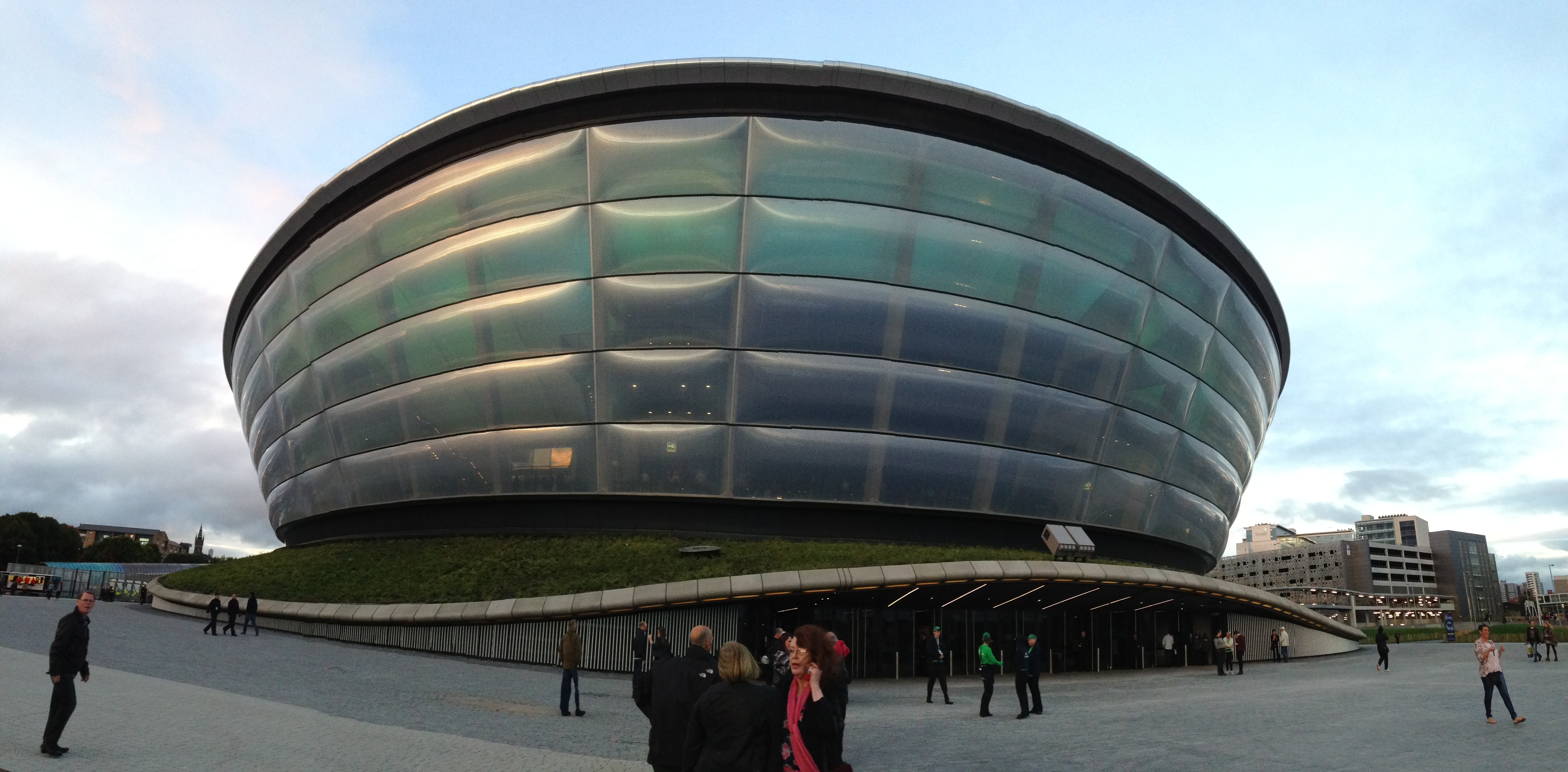
A díjátadó helyszíne: a SSE Hydro

- Legjobb dal: Ariana Grande feat. Iggy Azalea – Problem
- Legjobb pop előadó: One Direction
- Legjobb női előadó: Ariana Grande
- Legjobb férfi előadó: Justin Bieber
- Legjobb új előadó: 5 Seconds of Summer
- Legjobb rock előadó: Linkin Park
- Legjobb alternatív előadó: Thirty Seconds to Mars
- Legjobb elektronikus előadó: Calvin Harris
- Legjobb hiphopelőadó: Nicki Minaj
- Legjobb élő fellépés: One Direction
- Legjobb push előadó: 5 Seconds of Summer
- Legnagyobb rajongótábor: One Direction
- Legjobb megjelenés: Katy Perry
- Legjobb worldwide előadó: Bibi Zhou
- Globális ikon: Ozzy Osbourne

### 2015

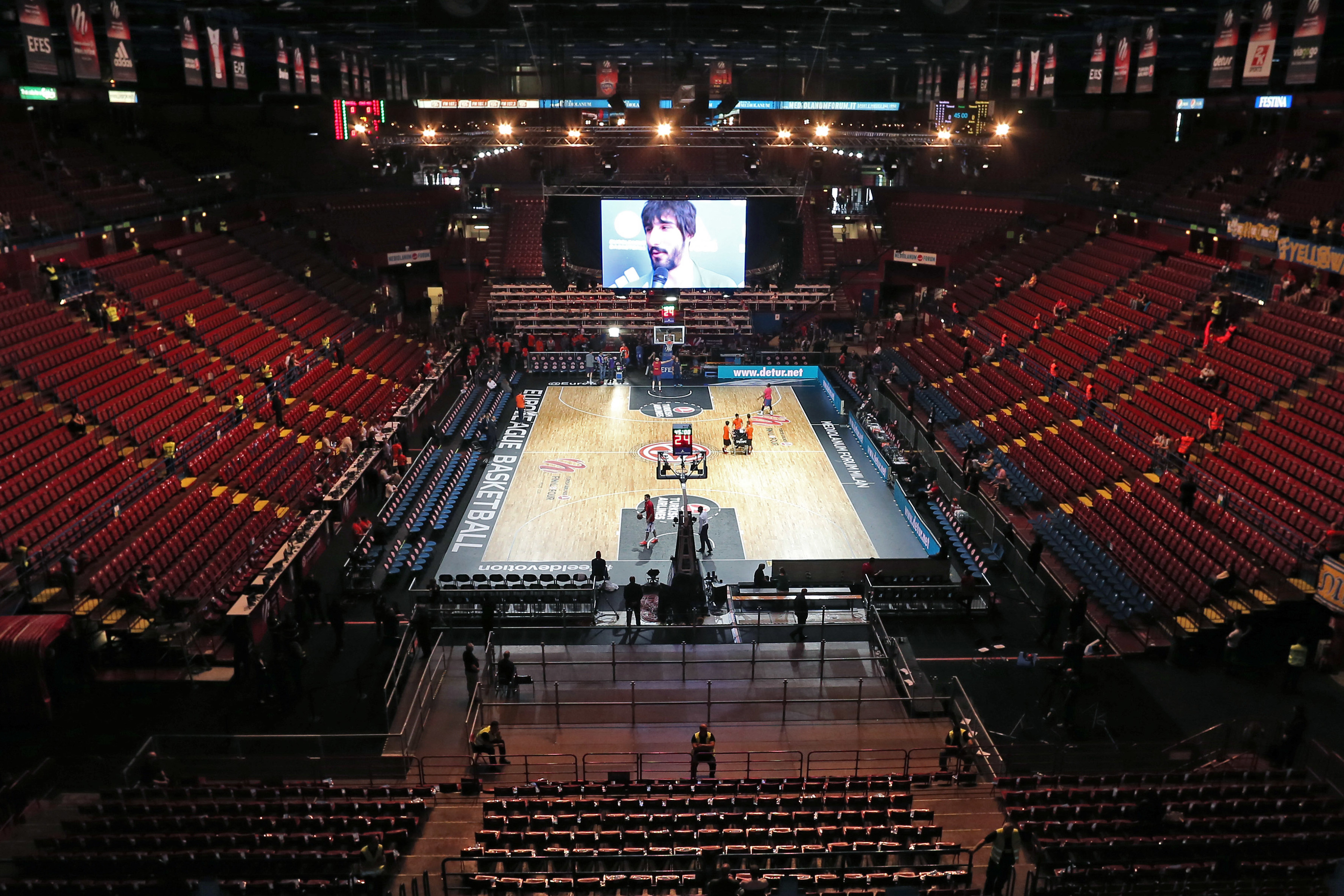
A díjátadó helyszíne: a Mediolanum Forum

- Legjobb dal: Taylor Swift feat. Kendrick Lamar – Bad Blood
- Legjobb videó: Macklemore & Ryan Lewis – Downtown
- Legjobb pop előadó: One Direction
- Legjobb női előadó: Rihanna
- Legjobb férfi előadó: Justin Bieber
- Legjobb új előadó: Shawn Mendes
- Legjobb rock: Coldplay
- Legjobb alternatív: Lana Del Rey
- Legjobb elektronikus: Martin Garrix
- Legjobb hiphop: Nicki Minaj
- Legjobb élő előadás: Ed Sheeran
- Legjobb színpadi előadás: Ed Sheeran
- Legjobb push előadás: Shawn Mendes
- Legnagyobb rajongótábor: Justin Bieber
- Legjobb imidzs: Justin Bieber
- Legjobb worldwide előadás: Chris Lee
- Globális ikon: Duran Duran
- Legjobb kollaboráció: Skrillex and Diplo feat. Justin Bieber – Where Are Ü Now

### 2016

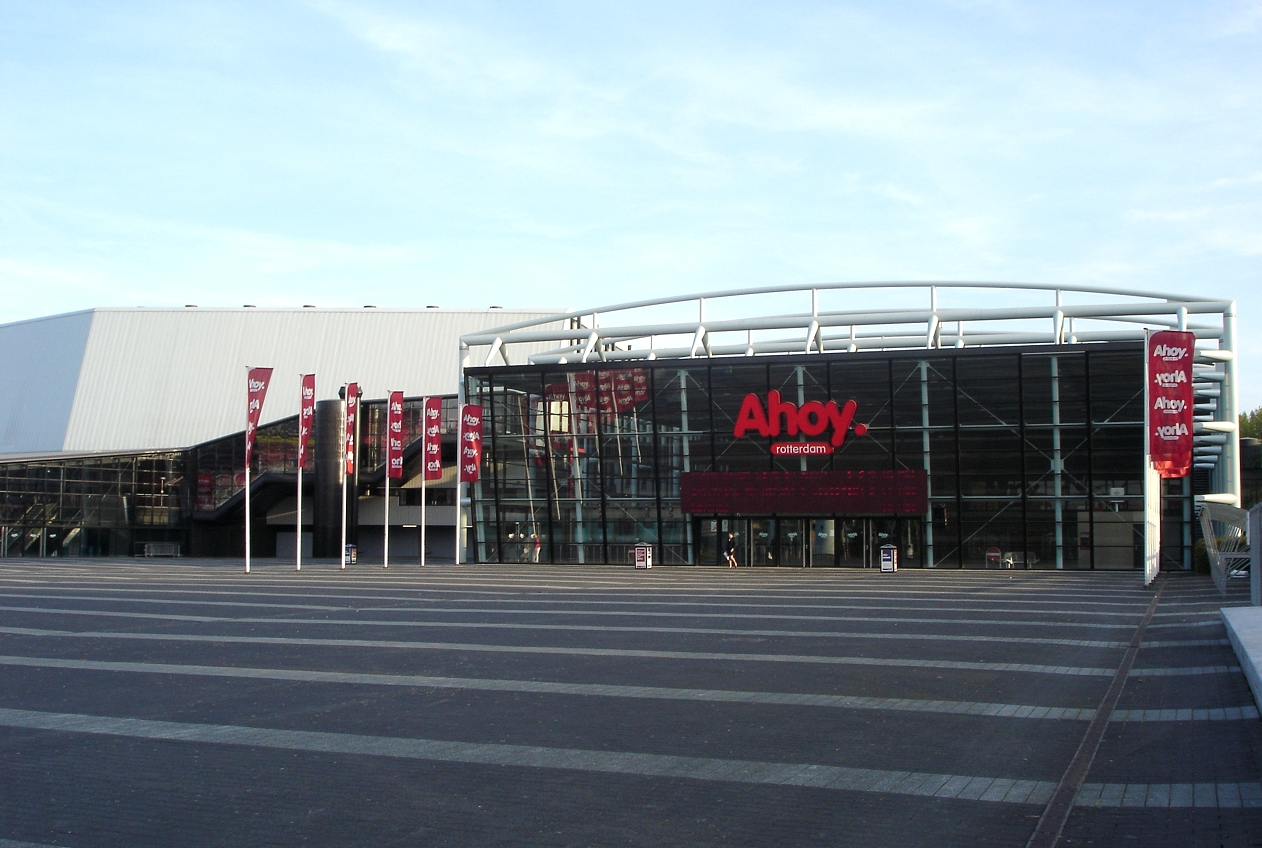
A díjátadó helyszíne: az Ahoy Rotterdam

- Legjobb dal: Justin Bieber – Sorry
- Legjobb videó: The Weeknd feat. Daft Punk – Starboy
- Legjobb pop előadó: Fifth Harmony
- Legjobb női előadó: Lady Gaga
- Legjobb férfi előadó: Shawn Mendes
- Legjobb új előadó: Zara Larsson
- Legjobb rock: Coldplay
- Legjobb alternatív: Twenty One Pilots
- Legjobb elektronikus: Martin Garrix
- Legjobb hiphop: Drake
- Legjobb élő előadás: Twenty One Pilots
- Legjobb színpadi előadás: Ed Sheeran
- Legjobb push előadás: DNCE
- Legnagyobb rajongótábor: Justin Bieber
- Legjobb imidzs: Lady Gaga
- Globális ikon: Green Day

### 2017

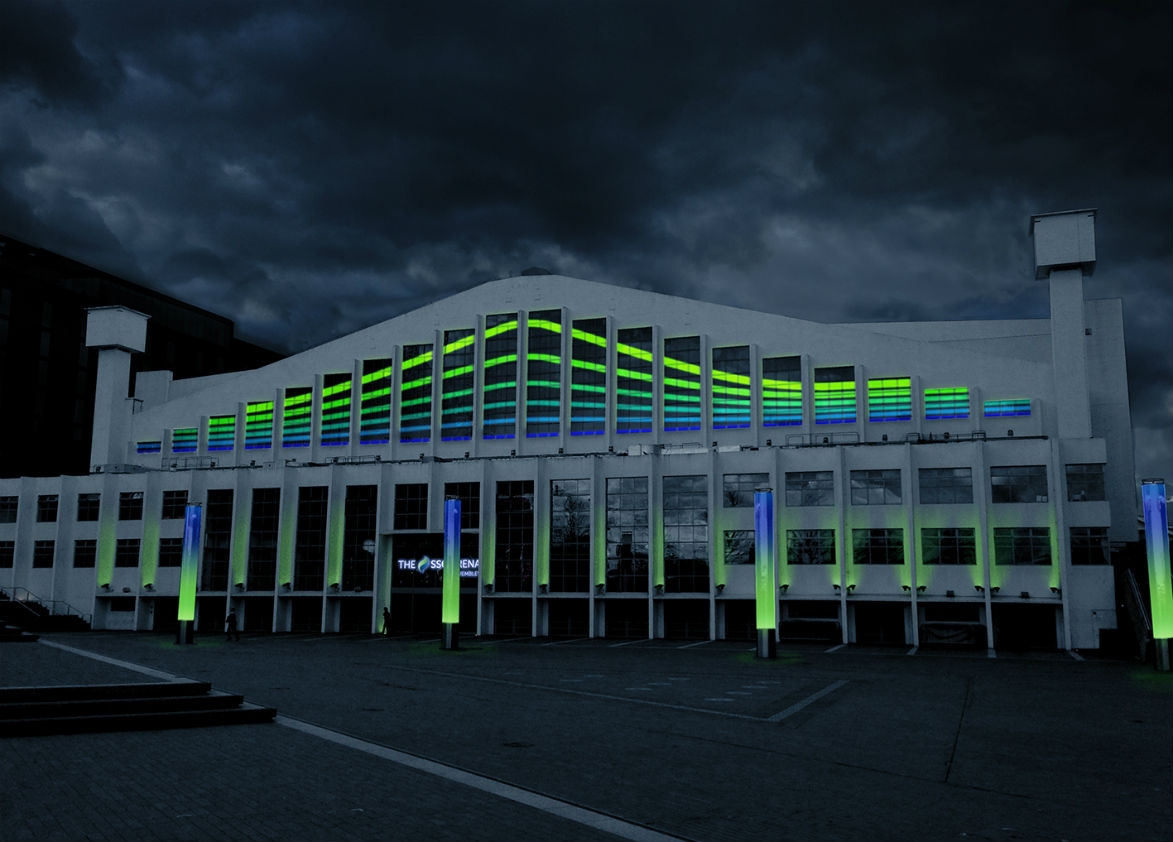
A díjátadó helyszíne: a Wembley Arena

- Legjobb dal: Shawn Mendes – There's Nothing Holdin' Me Back
- Legjobb videó: Kendrick Lamar – Humble
- Legjobb pop előadó: Camila Cabello
- Legjobb új előadó: Dua Lipa
- Legjobb rock: Coldplay
- Legjobb alternatív: Thirty Seconds to Mars
- Legjobb elektronikus: David Guetta
- Legjobb hiphop: Eminem
- Legjobb élő előadás: Ed Sheeran
- Legjobb színpadi előadás: The Chainsmokers
- Legjobb push előadás: Hailee Steinfeld
- Legnagyobb rajongótábor: Shawn Mendes
- Legjobb imidzs: Zayn Malik
- Globális ikon: U2
- Legjobb magyar előadó: Rúzsa Magdi

### 2018

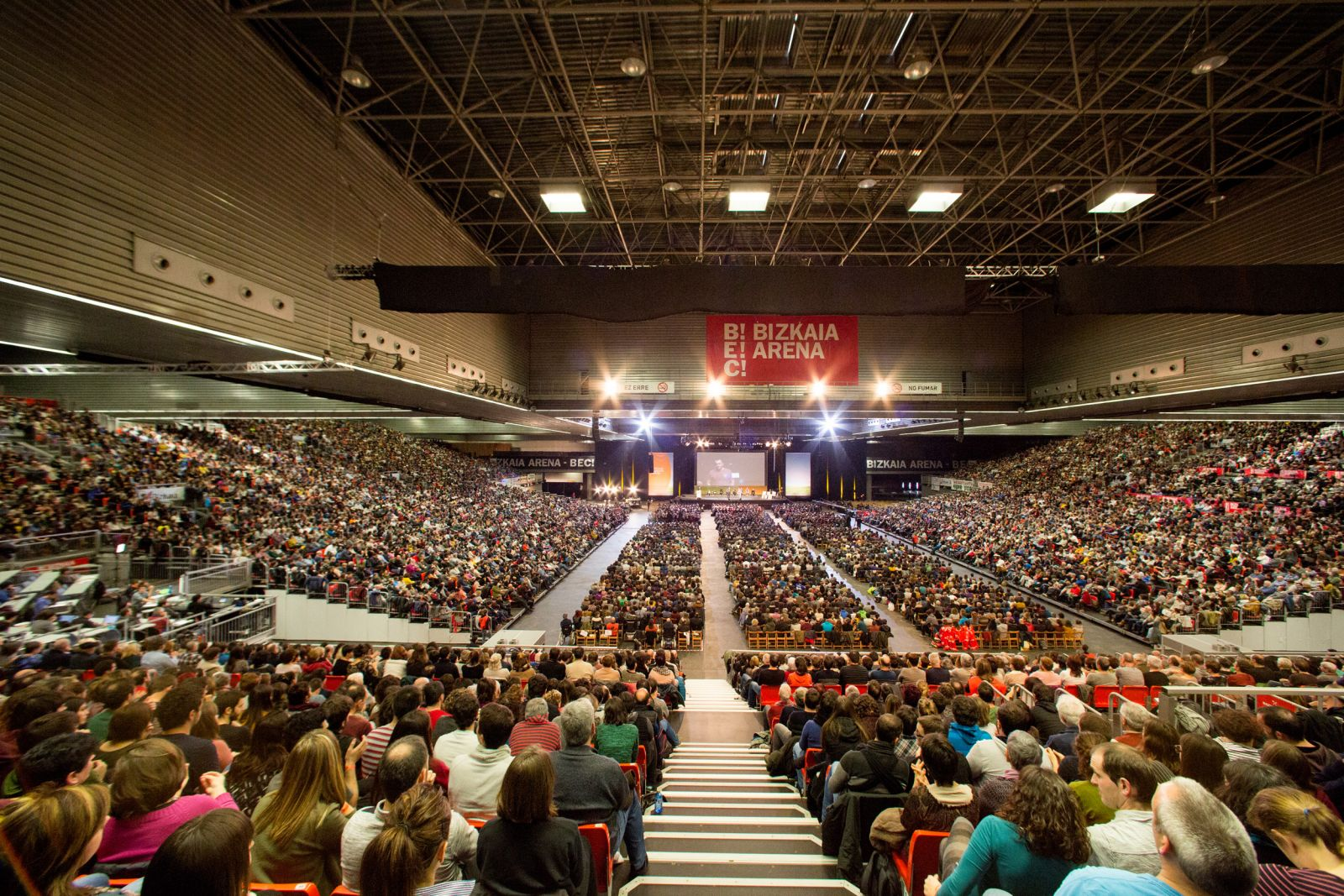
A díjátadó helyszíne: a Bizkaia Arena

- Globális ikon: Janet Jackson

1. ↑  Jövőre Budapesten rendezik meg az MTV EMA gálát (magyar nyelven). telex, 2020. november 8.

## Fordítás
- Ez a szócikk részben vagy egészben  a   MTV Europe Music Awards című angol Wikipédia-szócikk fordításán alapul.  Az eredeti cikk szerkesztőit annak laptörténete sorolja fel. Ez a jelzés csupán a megfogalmazás eredetét és a szerzői jogokat jelzi, nem szolgál a cikkben szereplő információk forrásmegjelöléseként.